# Uelzen (huyện)
Uelzen (/ˈʏltsən/) là một huyện (Landkreis) ở Niedersachsen, Đức. Các huyện giáp ranh (từ phía nam theo chiều kim đồng hồ) là: Gifhorn, Celle, Soltau-Fallingbostel, Lüneburg và Lüchow-Dannenberg, và bang Sachsen-Anhalt (huyện Altmarkkreis Salzwedel).

## Lịch sử
Từ thời Trung cổ, khu vực này thuộc lãnh địa công tước Brunswick-Lüneburg và các nhà nước kế tiếp.

## Địa lý
Huyện này gồm phần phía đông của Lüneburg Heath (Lüneburger Heide). Sông Ilmenau bắt nguồn ở huyện này và chảy theo hướng bắc đến thị xã Lüneburg. 

## Các thị xã và đô thị
| Thị xã                                 | Samtgemeinden | Samtgemeinden | Samtgemeinden                                                                                     |
| -------------------------------------- | --- | --- | ------------------------------------------------------------------------------------------------- |
| 1. Uelzen Đô thị tự do 1. Bienenbüttel | - 1. Altes Amt Ebstorf 1. Ebstorf1 2. Hanstedt 3. Natendorf 4. Schwienau 5. Wriedel - 2. Bevensen 1. Altenmedingen 2. Bad Bevensen1, 2 3. Barum 4. Emmendorf 5. Himbergen 6. Jelmstorf 7. Römstedt 8. Weste | - 3. Bodenteich 1. Bad Bodenteich1 2. Lüder 3. Soltendieck - 4. Rosche 1. Oetzen 2. Rätzlingen 3. Rosche1 4. Stoetze 5. Suhlendorf | - 5. Suderburg 1. Eimke 2. Gerdau 3. Suderburg1 - 6. Wrestedt 1. Stadensen 2. Wieren 3. Wrestedt1 |
|                                        | 1thủ phủ của Samtgemeinde; 2town | |                                                                                                   |